# Sonepur (huyện)
Huyện Sonepur là một huyện thuộc bang Odisha, Ấn Độ. Thủ phủ huyện Sonepur đóng ở Sonepur. Huyện Sonepur có diện tích 2284 ki lô mét vuông. Đến thời điểm năm 2001, huyện Sonepur có dân số 540659 người.